# Braunsia geminata
Braunsia geminata är en isörtsväxtart som först beskrevs av Adrian Hardy Haworth, och fick sitt nu gällande namn av L. Bol. Braunsia geminata ingår i släktet Braunsia och familjen isörtsväxter. Inga underarter finns listade i Catalogue of Life.